# Partición de disco
Una partición de disco, en mantenimiento, es el nombre genérico que recibe cada división presente en una sola unidad física de almacenamiento de datos. Toda partición tiene su propio sistema de archivos (formato); generalmente, casi cualquier sistema operativo interpreta, utiliza y manipula cada partición como un disco físico independiente, a pesar de que dichas particiones estén en un solo disco físico.
Las particiones pueden utilizarse para varios fines. Por una parte, puedes tener una dedicada a guardar datos sensibles con medidas de seguridad que no interfieran en el resto del sistema, así como copias de seguridad, aunque también puedes utilizarla para instalar diferentes sistemas operativos. En algunos de ellos, como los basados en GNU/Linux, también se puede estructurar el disco en particiones para los diferentes tipos de archivo que utilice el sistema operativo.

## Introducción
Una partición de un disco duro es una división lógica en una unidad de almacenamiento (por ejemplo, un disco duro o unidad flash), en la cual se alojan y organizan los archivos mediante un sistema de archivos.
Existen distintos esquemas de particiones para la distribución de particiones en un disco. Los más conocidos y difundidos son MBR (Master Boot Record) y GPT (GUID Partition Table).
Para poder contener datos, las particiones tienen que poseer un sistema de archivos. El espacio no asignado en un disco no es una partición, por lo que no puede tener un sistema de archivos. Existen múltiples sistemas de archivos con diferentes capacidades como: FAT, NTFS, FAT32, EXT2, EXT3, EXT4, Btrfs, ReiserFS, Reiser4 u otros.
Los discos ópticos (DVD, CD) utilizan otro tipo de particiones llamada UDF (Universal Disc Format, "Formato de Disco Universal" por sus siglas en inglés), el cual permite agregar archivos y carpetas y es por ello que es usado por la mayoría de software de escritura por paquetes, conocidos como programas de grabación de unidades ópticas. Este sistema de archivos es obligatorio en las unidades de DVD pero también se admiten en algunos CD.
En Windows, las particiones reconocidas son identificadas con una letra seguida por dos puntos (por ejemplo, C:), aunque también pueden ser montadas en directorios (por ejemplo C:\Users). Prácticamente todo tipo de discos magnéticos y memorias flash (como pendrives) pueden particionarse. En sistemas UNIX y UNIX-like, las particiones de datos son montadas en un mismo y único árbol jerárquico, en el cual se montan a través de una carpeta, proceso que solo el superusuario (root) puede realizar.
Es común que en los sistemas basados o similares a UNIX generalmente se usan hasta con tres particiones: la principal, montada en el directorio raíz (/); una segunda que se usa para montar el directorio /home, el cual contiene las configuraciones de los usuarios; y finalmente, una tercera llamada swap, que se usa para la memoria virtual temporal. Sin embargo, dos particiones (/, y swap) es el mínimo suficiente en estos sistemas operativos. A las particiones de intercambio (swap) no se les asigna un directorio; este tipo de particiones se usa para guardar ciertas réplicas de la memoria RAM, para que de esta forma la RAM tenga más espacio para las tareas en primer plano, guardando las tareas en segundo plano dentro de la partición de intercambio. Algunos sistemas tipo UNIX están diseñados para funcionar con una sola partición, sin embargo, estos diseños no son muy comunes.

### Particiones dentro de un disco duro
Para tener la posibilidad de múltiples particiones en un solo disco, se utilizan las particiones extendidas. Estas fueron creadas con el propósito de contener un número ilimitado de particiones lógicas en su interior. No es recomendado usar éstas para instalar sistemas operativos, sino que son más útiles para guardar documentos o ejecutables no indispensables para el sistema (como archivos de los usuarios, respaldo de los archivos en la partición principal, etc.) 
Es necesario tener en cuenta que solo las particiones primarias y lógicas pueden contener un sistema de archivos propio. Las particiones extendidas carecen de esta característica porque fueron hechas solo para contener otras particiones.

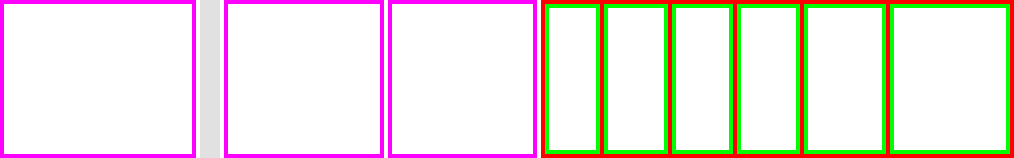
Representación gráfica de un disco particionado. Cada recuadro blanco representa algún sistema de archivos. Los espacios en gris representan los espacios sin particionar del disco. Las particiones rodeadas por líneas moradas o violetas representan las particiones primarias. Las particiones rodeadas por bordes rojos representan la partición extendida, y en su interior se encuentran las particiones lógicas, rodeadas por los bordes de color verde.

## Tipos de particiones

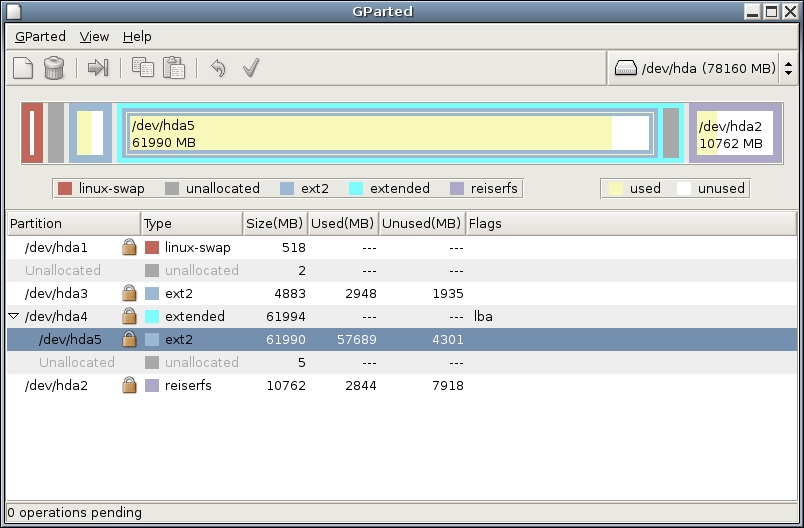
Particiones en un disco duro. Las primarias son hda-1 a hda-3, la extendida hda-4, la que más ocupa, estando las lógicas en esta última, comenzando por hda-5. Las lógicas se pueden redimensionar y crear nuevas de forma sencilla, siempre que haya espacio dentro de la extendida.

Principalmente existen 2 sistemas de particiones para dividir un disco duro, el clásico MBR y el GPT.
El formato o sistema de archivos de las particiones (p. ej. NTFS) no debe ser confundido con el tipo de partición (p. ej. partición primaria), ya que en realidad no tienen directamente mucho que ver. Independientemente del sistema de archivos de una partición (FAT, ext3, NTFS, etc.), en el sistema de particiones MBR existen 3 tipos diferentes de particiones:
- Partición primaria: Son las divisiones crudas o primarias del disco, solo puede haber 4 de éstas o 3 primarias y una extendida (depende de la tabla de particiones). Un disco físico completamente formateado consiste, en realidad, de una partición primaria que ocupa todo el espacio del disco y posee un sistema de archivos. A este tipo de particiones, prácticamente cualquier sistema operativo puede detectarlas y asignarles una unidad, siempre y cuando el sistema operativo reconozca su formato (sistema de archivos).
- Partición extendida: También conocida como partición secundaria es otro tipo de partición que actúa como una partición primaria; sirve para contener múltiples unidades lógicas en su interior. Fue ideada para romper la limitación de 4 particiones primarias en un solo disco físico. Solo puede existir una partición de este tipo por disco, y solo sirve para contener particiones lógicas. Por lo tanto, es el único tipo de partición que no soporta un sistema de archivos directamente.
- Partición lógica: Ocupa una porción de la partición extendida o la totalidad de la misma, la cual se ha formateado con un tipo específico de sistema de archivos (FAT32, NTFS, ext2,...) y se le ha asignado una unidad, así el sistema operativo reconoce las particiones lógicas o su sistema de archivos. Puede haber un máximo de 23 particiones lógicas en una partición extendida. Linux impone un máximo de 15, incluyendo las 4 primarias, en discos SCSI y en discos IDE 8963.

### Particiones primarias
En los equipos PC, originales de IBM, estas particiones tradicionalmente usan una estructura llamada Tabla de particiones, ubicada al final del registro de arranque maestro (MBR, Master Boot Record). Esta tabla, que no puede contener más de 4 registros de particiones (también llamados partition descriptors), específica para cada una su principio, final y tamaño en los diferentes modos de direccionamiento, así también como un solo número, llamado partition type, y un marcador que indica si la partición está activa o no (solo puede haber una partición activa a la vez). El marcador se usa durante el arranque; después de que el BIOS cargue el registro de arranque maestro en la memoria y lo ejecute, el MBR de DOS comprueba la tabla de partición a su final y localiza la partición activa. Entonces carga el sector de arranque de esta partición en memoria y la ejecuta. A diferencia del registro de arranque maestro, generalmente independiente del sistema operativo, el sector de arranque está instalado junto con el sistema operativo y sabe cómo cargar el sistema ubicado en ese disco en particular.
Nótese que mientras la presencia de un marcador activo se estandariza, no se utiliza en todos los gestores de arranque. Por ejemplo, los gestores LILO, GRUB (muy comunes en el sistema Linux) y XOSL no buscan en la tabla de particiones del MBR la partición activa; simplemente cargan una segunda etapa (que puede ser contenida en el resto del cilindro 0 o en el sistema de archivos). Después de cargar la segunda etapa se puede cargar el sector de arranque de cualquiera de las particiones del disco (permitiendo al usuario seleccionar la partición), o si el gestor conoce cómo localizar el kernel (núcleo) del sistema operativo en una de las particiones (puede permitir al usuario especificar opciones de kernel adicionales para propósitos de recuperación estratégicos.

### Particiones extendidas y lógicas
Cualquier versión del DOS puede leer solo una partición FAT primaria en el disco duro. Esto unido al deterioro de la FAT con el uso y al aumento de tamaño de los discos movió a Microsoft a crear un esquema mejorado relativamente simple: una de las entradas de la tabla de partición principal pasó a llamarse partición extendida y recibió un número de tipo de partición especial (0x05). El campo inicio de partición tiene la ubicación del primer descriptor de la partición extendida, que a su vez tiene un campo similar con la ubicación de la siguiente; así se crea una lista enlazada de descriptores de partición. Los demás campos de una partición extendida son indefinidos, no tienen espacio asignado y no pueden usarse para almacenar datos. Las particiones iniciales de los elementos de la lista enlazada son las llamadas unidades lógicas; son espacios asignados y pueden almacenar datos. Los sistemas operativos antiguos ignoraban las particiones extendidas con número de tipo 0x05, y la compatibilidad se mantenía. Este esquema reemplaza al antiguo ya que todas las particiones de un disco duro se pueden poner dentro de una sola partición extendida. Por alguna razón, Microsoft no actualizó su sistema operativo DOS para arrancar desde una partición extendida, debido a que la necesidad para particiones primarias se preservaron. Por encima de éstas todavía se habría permitido una partición FAT primaria por unidad, significando todas las otras particiones FAT primarias deben tener sus números de tipo de partición prior cambiando al arranque DOS, para que ésta sea capaz de proceder. Esta técnica, usada por varios administradores de arranque populares, se llama ocultación de la partición.
Sin embargo hay que tener en cuenta una quinta partición que se puede comprimir pero no es muy recomendable.

## Razones para el uso de particiones
- Algunos sistemas de archivos (p. ej. versiones antiguas de sistemas FAT de Microsoft) tienen tamaños máximos más pequeños que los que el tamaño que proporciona un disco, siendo necesaria una partición de tamaño pequeño, para que sea posible el adecuado funcionamiento de este antiguo sistema de archivos.
- Se puede guardar una copia de seguridad de los datos del usuario en otra partición del mismo disco, para evitar la pérdida de información importante.
- En algunos sistemas operativos aconsejan más de una partición para funcionar, como por ejemplo, la partición de intercambio (swap) en los sistemas operativos basados en Linux.
- A menudo, dos sistemas operativos no pueden coexistir en la misma partición, o usar diferentes formatos de disco “nativo”. La unidad se particiona para diferentes sistemas operativos.
- Uno de los principales usos que se le suele dar a las particiones (principalmente a la extendida) es la de almacenar toda la información del usuario (entiéndase música, fotos, vídeos, documentos), para que al momento de reinstalar algún sistema operativo se formatee únicamente la unidad que lo contiene sin perder el resto de la información del usuario.

A lo largo de los años han aparecido numerosos sistemas de particionamiento, para casi todas las arquitecturas de ordenadores existentes. Muchos son relativamente transparentes y permiten la manipulación conveniente de las particiones de disco; algunos, sin embargo, son obsoletos.
La tabla de particiones MBR está limitada a campos de 32 bits que suponen un límite en el número máximo de sectores que se pueden utilizar representado por 2^32 que da un total de 4.294.967.296 sectores. Por lo que en un disco duro de tamaño físico de sector de 512 bytes solo se admiten hasta 2 TiB de tamaño máximo admisible de datos mientras que en un disco duro de tamaño físico y lógico de sector de 4096 bytes se admiten hasta 16 TiB. Del mismo modo el tamaño de las particiones también está limitado a 32 bits con un tamaño de clúster de 512 bytes en cualquier sistema de particiones, aumentando este límite si se aumenta el tamaño del clúster. El clúster es un valor dado virtualmente por lo que su aumento no sirve para aumentar la capacidad física del disco duro.
Muchos fabricantes actuales de discos duros siguen promocionando sus productos con sector físico de 4096 bytes como limitados a 2 TiB en el sistema MBR debido a que el sector lógico se ha mantenido en 512 bytes en discos con formato avanzado AF por retrocompatibilidad con algunos programas, difundiendo estos que para superar el límite de 2 TiB es necesario adoptar el sistema GPT, pese a que el tamaño del sector lógico se puede modificar en el firmware y por tanto el límite natural de tamaño para el sistema MBR en estos discos es de 16 TiB.
En el año 2003 aparece la implementación LBA-48 que aumentó la capacidad de los discos duros con el sistema de particiones MBR hasta 32 bits de sectores. El sistema GPT aumenta el límite hasta 48 bits de sectores en sistemas operativos de 32 bits aunque el tamaño físico y lógico del sector sea de 512 bytes. En la práctica Windows ha limitado el tamaño máximo admisible en 256 TiB. Y el límite real LBA-48 solo se admite desde Windows Vista de 32 bits si tiene instalado parches de actualizaciones.
Para los sistemas operativos anteriores, como las variantes de Windows 2000-XP de 32 bits y varias distribuciones de Linux anteriores al año 2010, no se ha sacado una actualización que proporcione compatibilidad con el sistema GPT, por lo que no son capaces de trabajar con discos formateados en este sistema a menos que un driver así lo determine. Windows 2003 y XP64 pueden trabajar con discos duros particionados con el sistema GPT pero solo como discos de datos, no como discos de arranque.
La capacidad LBA-48 no solo depende de que este implementada en el sistema operativo, sino que además debe de estarlo en el firmware del hardware al que está conectado el disco duro, como la BIOS de la placa base o el adaptador de disco externo USB.
Los sistemas operativos de 64 bits teóricamente admiten hasta 2^64 sectores sino están limitados, es decir hasta una capacidad de 9,4 ZB y hasta 128 particiones de 18 exabytes.
Las computadoras provistas con Extensible Firmware Initiative (EFI) teóricamente soportan hasta 2^64 sectores en discos particionados con la GPT.

### Las ventajas del uso de particiones extendidas
Las particiones extendidas se inventaron para superar el límite de 4 particiones primarias máximas por cada disco duro y poder crear un número ilimitado de unidades lógicas, cada una con un sistema de archivos diferente de la otra. Todos los sistemas modernos (Linux, cualquier Windows basado en NT e incluso OS/2) son capaces de arrancar desde una unidad lógica. Sin embargo, el MBR por defecto utilizado por Windows y DOS solo es capaz de continuar el proceso de arranque con una partición primaria. Cuando se utiliza este MBR, es necesario que exista por lo menos una partición primaria que contenga un cargador de arranque (por ejemplo el NTLDR de Windows). Otros cargadores de arranque que reemplazan el MBR, como por ejemplo GRUB, no sufren de esta limitación.
Windows NT es una familia de sistemas operativos producidos por Microsoft, de la cual la primera versión fue publicada en julio de 1993.
Previamente a la aparición del Windows 95 la empresa Microsoft concibió una nueva línea de sistemas operativos orientados a estaciones de trabajo y servidor de red. Un sistema operativo con interfaz gráfica propia, estable y con características similares a los sistemas de red UNIX. Las letras NT provienen de la designación del producto como "Tecnología Nueva" (New Technology).
Las primeras versiones publicadas de este sistema son: 3.1, 3.5, 3.51 y 4.0. Además, Windows NT se distribuía en dos versiones, dependiendo de la utilidad que se le fuera a dar: Workstation para ser utilizado como estación de trabajo y Server para ser utilizado como servidor.

## Sistema de particionamiento

### GParted

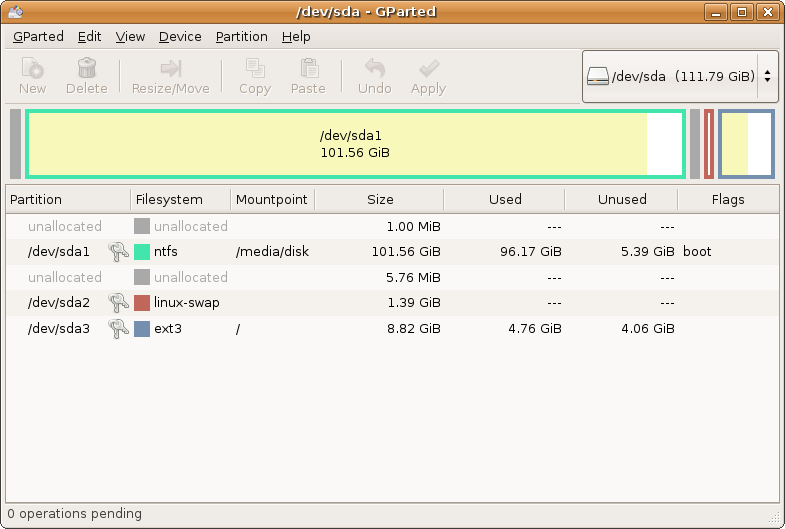
GParted.

GParted es el editor de particiones de GNOME. Esta aplicación es usada para crear, destruir, redimensionar, inspeccionar y copiar particiones, como también sistemas de archivos. Esto es útil para crear espacio para nuevos sistemas operativos, para reorganizar el uso del disco y para crear imágenes de un disco en una partición. KDE Partition Manager es la contraparte de GParted pero para entornos de escritorios KDE.
GParted se encuentra disponible en un LiveCD, basado en Slackware y construido sobre la última rama estable núcleo Linux (2.6). El LiveCD es actualizado con cada lanzamiento de GParted. El LiveCD de Ubuntu incluye esta aplicación entre sus utilidades. También se encuentra disponible en una versión LiveUSB.
A pesar de su simpleza, GParted tiene múltiples capacidades avanzadas, como el soporte para los sistemas de archivos Btrfs, EXT2, ext3 y ext4, NTFS, FAT 16 y FAT 32, HFS, HFS+, ReiserFS, Reiser4, UFS, XFS, entre otros. Además en varios de los sistemas de archivos tiene la capacidad de detectar, crear, leer, redimensionar o cambiar los atributos de las particiones (como los UUID, las etiquetas o los flags) y soporte para volúmenes RAID y LVM.
GNOME:  es un entorno de escritorio e infraestructura de desarrollo para sistemas operativos GNU/Linux, Unix y derivados Unix como, BSD o Solaris; compuesto enteramente de software libre. El proyecto fue iniciado por los mexicanos Miguel de Icaza y Federico Mena y forma parte oficial del proyecto GNU. Nació como una alternativa a KDE bajo el nombre de GNU Network Object Model Environment. Actualmente, incluyendo al español, se encuentra disponible en 166 idiomas.

### DiskPart y Administrador de Discos
En los sistemas operativos basados en Windows NT (XP, 2003, Vista, 2008, 7, 8) la herramienta gráfica predeterminada es la utilidad Administración de Discos y para la línea de comandos existe el programa diskpart.
Administración de Discos, a diferencia de GParted, posee funcionalidades básicas, como la creación, destrucción y redimensión de particiones, soporte para esquemas de particiones MBR y GPT, discos dinámicos, y soporte nativo solamente para los sistemas de archivos FAT, FAT32, NTFS y ExFAT para discos duros y unidades flash; también soporta ISO y UDF para CD y DVD (a menudo en modo solo lectura, a menos que se trate de un disco óptico regrabable).
En su versión para Windows 7 también reconoce archivos de disco virtual en formato VHD y soporte para RAID, y en su última versión para Windows 8 añade soporte para el formato de disco duro virtual VHDX, que permite tamaños de disco virtual mayores a 2 TB.
No obstante, diskpart es una interfaz algo más avanzada para la administración de particiones. Admite las mismas capacidades que Administración de Discos, sumado a la edición de IDs de partición (MBR) o de GUIDs (GPT), ampliación y reducción de archivos de disco duro virtual VHD, atributos y reflejos de discos dinámicos.